# Arthur Troester
Arthur Troester (* 11. Juni 1906 in Rostow am Don, Russisches Kaiserreich; † 26. August 1997 in Hamburg) war ein deutscher Violoncellist und Hochschullehrer.

## Leben
Arthur Troester studierte von 1929 bis 1931 bei Pau Casals  und wirkte anschließend als Solocellist beim Rundfunkorchester Hamburg. Von 1935 bis Herbst 1945 war er Solocellist und 1. Konzertmeister der Berliner Philharmoniker. In Berlin unterrichtete er zudem am Konservatorium der Reichshauptstadt (Stern’sches Konservatorium). Er wechselte 1946 als Solocellist zum im Vorjahr unter Hans Schmidt-Isserstedt neugegründeten NWDR-Sinfonieorchester (später NDR-Sinfonieorchester) nach Hamburg und unterrichtete dort auch an der Hochschule für Musik und Theater.
Im Jahr 1945 gründete Troester mit Erich Röhn und Conrad Hansen das Hansen-Trio, mit dem er über 30 Jahre lang konzertierte und mehrere Aufnahmen produzierte.
Troester brachte, oft gemeinsam mit dem NDR-Sinfonieorchester, auch zeitgenössische Musik zur Aufführung, so z. B. das Konzert für Violoncello und Orchester (1957) von Giselher Klebe.

## Diskografie (Auswahl)
- Ludwig van Beethoven: Serenade für Streichtrio Nr. 2. Mit Erich Röhn, Reinhard Wolf (2× Schellack, 12", Var: Deutsche Grammophon 92005-92006; 1949)
- Ludwig van Beethoven: Serenade für Streichtrio Nr. 2. Mit Erich Röhn, Reinhard Wolf (10", Album, Gat; Deutsche Grammophon 16087 LP Desconegut)
- Franz Schubert: Klaviertrio Es-Dur, op. 100. Hansen-Trio (LP Mono, Telefunken, BLE 14 131 Desconegut)
- Ludwig van Beethoven: Trio für Klavier, Klarinette und Violoncello B-Dur op. 11 / Johannes Brahms: Trio für Klavier, Klarinette und Violoncello a-moll op. 114. (LP: Columbia SMC 80 902; Desconegut)
- Anton Dvorak: Klaviertrio e-moll, op. 90 (Dumky). Hansen-Trio. Mit Erich Röhn, Conrad Hansen (Telefunken LB 6122, 1954)